# 卡迪亞的希洛尼摩斯
希洛尼摩斯（前354年—?），是希臘化時代著名歷史學家，也擔當過官員。他出身於色雷斯的卡迪亞，大約與亞歷山大大帝同個時代。
在亞歷山大大帝逝世後，希洛尼摩斯跟隨他的同鄉兼好友歐邁尼斯轉戰各地。在歐邁尼斯遭到己方軍隊背叛而被安提柯所殺時，希洛尼摩斯也受傷被俘。然而，安提柯饒過他，還繼續重用他，安提柯派他管理死海旁重要資源瀝青的生產。之後，希洛尼摩斯繼續跟在安提柯之子德米特里一世的帳下，並且受到依舊受到同等善待，並被任命為特斯皮埃（Thespiae）的軍事官（polemarch）。希洛尼摩斯很長壽，因為他之後還出現在繼任的國王安提柯二世的宮廷內，故他至少104歲。
希洛尼摩斯寫過一份有關亞歷山大繼業者和其後代的歷史，涵蓋的範圍從亞歷山大大帝逝世到皮洛士戰爭，而他的著作被後來的歷史學家西西里的狄奧多羅斯作為自己通史中這段時期的主要參考來源，約是《歷史叢書》的十八卷到二十卷。另外也被普魯塔克拿來寫皮洛士傳。
希洛尼摩斯採用官方的文件來寫他的歷史，加上他親歷過許多重要事件，並且用謹慎嚴謹的手法描述事實。他樸實的風格似乎在當代不受人們偏愛，但現代學者認為他的著作在史學上有很高的可信度，而他著作的後半部有關希臘人物和羅馬早期歷史的記載也相當有價值，儘管學者對他的著作公正性和真實性相當讚許，但他在描寫歐邁尼斯和安提柯王朝君主時仍有過多讚譽，如古羅馬作家保薩尼亞斯就評論他的著作，說他對其他統治者都很公正，除了安提柯二世以外。
他的所有著作都已經喪失，就像其他有關亞歷山大第一手史料托勒密的回憶錄一樣，既沒有傳下文本，也沒有殘篇。然而，因為西西里的狄奧多羅斯主要拿希洛尼摩斯的歷史來參考，考量到狄奧多羅斯的寫作風格，希洛尼摩斯的著作應該有部份保留在《歷史叢書》中。

## 來源
- 琉善, Macrobii, 22
- 西西里的狄奧多羅斯. xviii. 42. 44. 50, xix. i 09
- 普魯塔克, Demetrius, 39
- 哈利卡納蘇斯的戴歐尼修斯 Antiq. Rom. 1. 6
- F Brückner, De vita et scriptis Hieronymi Cardii in Zeitschrift für die Alterthumswissenschaft (1842)
- F Reuss, Hieronymos von Kardia (Berlin, 1876)
- Charles Wachsmuth, Einleitung in das Studium der alten Geschichte (1895);
- Karl Wilhelm Ludwig Müller, Frag. hist. Graec. ii. 450-461.
- J. Hornblower, Hieronymus of Cardia (Oxford: Oxford University Press, 1981).
- Joseph Roisman, "Hieronymus of Cardia: Causation and Bias from Alexander to his Successors," in Elizabeth Carney and Daniel Ogden (eds), Philip II and Alexander the Great: Father and Son, Lives and Afterlives (Oxford University Press, 2010: ISBN 0-19-973815-7).

本条目包含来自公有领域出版物的文本: Chisholm, Hugh (编).  (第11版). London: Cambridge University Press. 1911.